# Lepturges laetus
Lepturges laetus är en skalbaggsart som beskrevs av Julius Melzer 1928. Lepturges laetus ingår i släktet Lepturges och familjen långhorningar.
Artens utbredningsområde är Paraguay. Inga underarter finns listade i Catalogue of Life.